# Неонацистская символика
Неонацистская символика — символика, включая изображения, фразы, кодовые слова, используемая неонацистами, часть нацистской символики. Принадлежит к категории символов ненависти. В неонацизме широко используются нацистские лозунги, символика и приветствия. В ряде стран приняты законы против использования неонацистской символики. В условиях законодательных запретов неонацисты применяют свою символику часто в модифицированной форме или в виде цифровых кодов, кодовых слов и фраз.
Нацистская символика присутствует на флагах, одежде или в виде татуировок, в том числе тех, которые «заработаны» сторонниками путём совершения актов насилия.

## Свастика
Нацистская свастика была символом нацистской партии при Адольфе Гитлере. Является перевернутой версией символа свастики, почитаемого во многих восточных религиях и культурах. Неонацисты и сторонники превосходства «белой расы» продолжают использовать её как символ «чистой расы».

## Молнии СС
Молнии СС — символ из двух молний, первоначально использовавшийся в качестве символа победы СС. В основе символа лежит буква рунического алфавита «S» («Совило») называется «Зиг».

## Нацистское приветствие

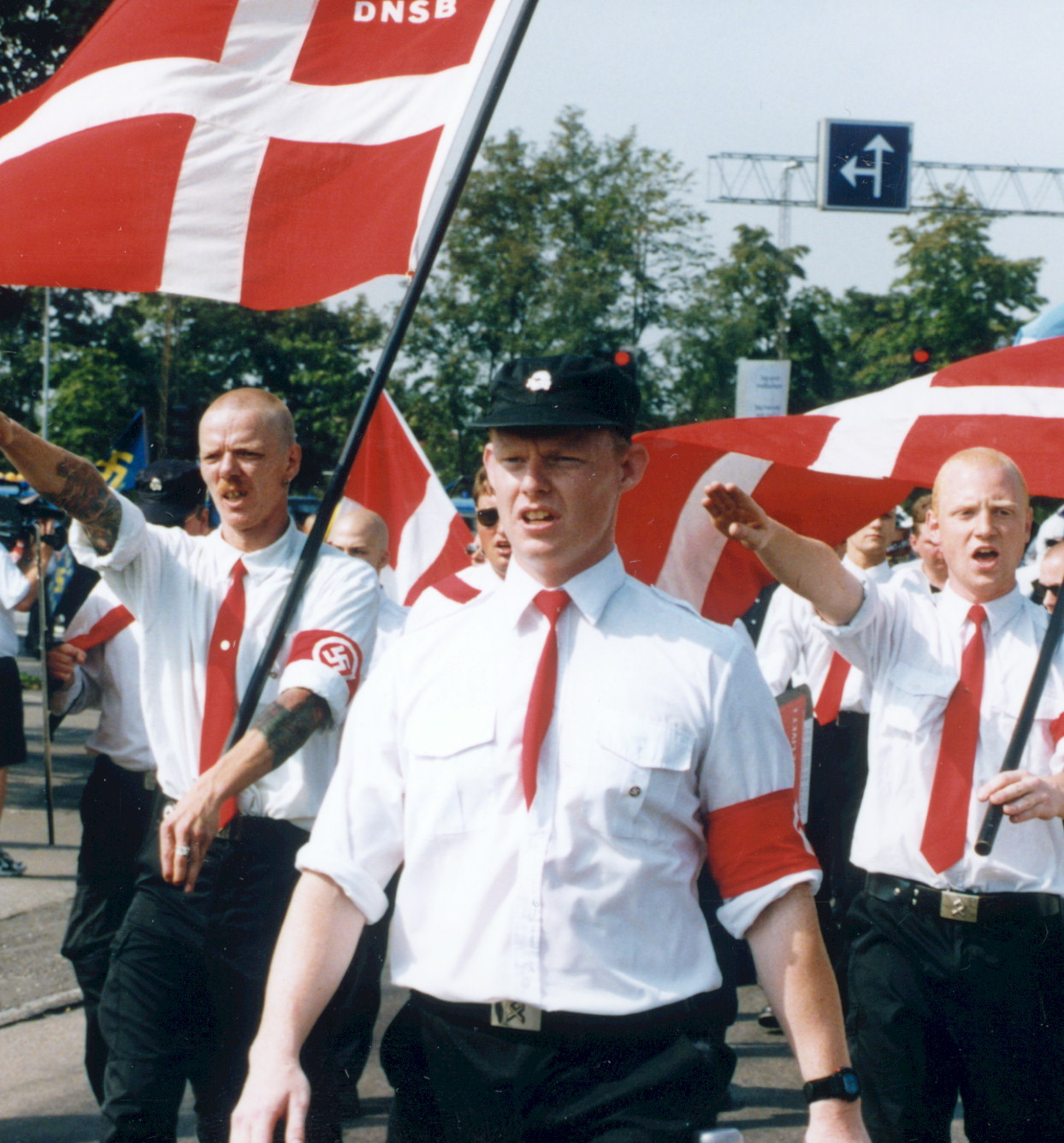
Демонстрация Национал-социалистической рабочей партии Дании, 1999

Среди неонацистов сохраняет популярность нацистское приветствие (нем. Deutscher Gruß, Hitlergruß), состоявшее из поднятия правой руки под углом примерно в 45 градусов с распрямлённой ладонью и восклицания нем. Heil Hitler! — «Да здравствует Гитлер!», «Слава Гитлеру!» (на русском языке обычно передаётся как Хайль Гитлер) или просто нем. Heil!. «Зиг хайль!» (нем. Sieg Heil! — «Да здравствует Победа!» или «Победе слава!») — другой распространённый лозунг, выкрикиваемый одновременно с нацистским приветствием (особенно на массовых собраниях). В качестве официального приветствия не употреблялся.

## Кровь и почва
«Кровь и почва» (нем. Blut und boden) — лозунг, использовавшийся нацистами для обозначения своих ценностей: «расово чистая» нация («кровь») на своей земле («почва»). Среди прочего, фраза скандировалась сторонниками превосходства «белой расы» во время марша «Объединённых правых» в 2017 году в Шарлоттсвилле (Вирджиния).

## 14/88
«14/88» представляет собой комбинацию двух популярных цифровых символов сторонников превосходства «белой расы». «14» является сокращением от слогана «14 слов»: «We must secure the existence of our people and a future for white children» — «Мы должны обеспечить существование нашего народа и будущее для белых детей». Число 88 является закодированным приветствием «Heil Hitler!» («Хайль Гитлер!»), поскольку буква «H» стоит в латинском алфавите восьмой, и в то же время означает 88 заповедей Дэвида Лэйна. Вместе эти числа означают поддержку «белого» супермасизма и его убеждений. В движении сторонников превосходства белой расы применяются в граффити, графике, татуировках, никнеймах и адресах электронной почты. Некоторые сторонники превосходства «белой расы» оценивают расистские товары, такие как футболки или компакт-диски, по 14,88 доллара. Чаще всего символ записывается как «1488» или «14/88», но также распространены такие вариации, как «14-88» или «8814».

## Вольфсангель
Символ вольфсангель (нем. Wolfsangel — букв. волчий крюк; нем. Dopplehaken) происходит от фигуры, в прошлом рассматриваемой как имеющая функцию оберега. Использовался в нацистской Германии. Включает кривую линию, горизонтальную или вертикальную с острыми крюками на каждом конце и короткую линию, пересекающую её посередине. Может иметь также зеркальную и вертикальную вариации.
Политолог Андреас Умланд отмечает, что использующие зеркальный вольфсангель (образует монограмму из сочетания латинских букв «I» и «N», интерпретируется как лозунг «Идея нации»), в частности, ряд украинских групп и движений, могут заявлять, что он не имеет отношения к нацизму. По мнению Умланда, «такого рода объяснения неубедительны, так как таких „совпадений“ слишком много».

## Чёрное солнце
«Чёрное солнце» (нем. Schwarze Sonne), также «солнечное колесо» (нем. Sonnenrad, англ. sunwheel) представляет собой нацистский эзотерический символ, разновидность солнечного колеса, использовавшийся в нацистской Германии, а затем в неонацизме. Состоит из двенадцати радиальных рун зиг, похожих на символы, используемые на эмблеме СС. Имеет исторические прототипы, но современный символ впервые появился в нацистской Германии как элемент дизайна замка в Вевельсбурге, реконструированного и расширенного главой СС Генрихом Гиммлером, который намеревался сделать замок центром СС.
Сам термин «чёрное солнце» появился в сочинениях основателя эзотерического гитлеризма Мигеля Серрано и бывшего эсэсовца Вильгельма Ландига. Ландиг формирует концепцию «чёрного солнца» как графического символа, заменяющего свастику и мистического источника энергии для возрождения «арийской расы». Название «чёрное солнце» применительно к данному символу стало широко использоваться после публикации в 1991 году оккультного романа-триллера «Чёрное солнце Таши Лунпо», написанного автором под псевдонимом Рассел МакКлауд. Книга связывает мозаику Вевельсбурга с неонацистской концепцией «чёрного солнца», изобретенной Ландигом.

## Кельтский крест
В среде ультраправых может именоваться кельтский крест, крест Одина, солнечный крест, колёсный крест. Версия в виде квадратного креста, сцепленного с кругом или окруженного им, является одним из наиболее важных и часто используемых символов сторонников превосходства «белой расы». Норвежские нацисты использовали версию символа в 1930-х и 1940-х годах. После Второй мировой войны этот символ переняли различные группы и движения сторонников превосходства «белой расы». Эта версия кельтского креста используется неонацистами, скинхедами-расистами и почти всеми остальными сторонниками превосходства «белой расы». Популярен у ряда неонацистских организаций («Американский фронт» и «Арийские нации» в США, «Британский национальный фронт» и др.). Стал одним из наиболее популярных символов скинхедов. Символ также получил известность как часть логотипа Stormfront, старейшего и крупнейшего веб-сайта сторонников превосходства «белой расы» в мире.

## Рахова
Бен Классен, американский политик и религиозный лидер сторонников превосходства «белой расы», популяризировал термин «расовая священная война» (англ. Racial Holy War, RaHoWa) в рамках движения белых националистов. В своей книге «Rahowa — Эта планета принадлежит всем нам» (1987) он утверждает, что евреи создали христианство, чтобы ослабить белых людей, и первоочередная задача — «сокрушить еврейского бегемота».

## Неоязыческая символика
К нацистской символике могут относить символы, используемые в славянском неоязычестве и заявленные как «древнеславянские», или «славяно-арийские», если в их основе лежит свастика, использовавшаяся в нацистской Германии. Русское неоязычество повторило путь австрийских ариософов и германских неоязычников, которые также формировали новые мифологические клише в первые десятилетия XX века и создали символику и ритуалы, позднее воспринятые нацистами.
В качестве «исконных» «древнеславянских» символов неоязычники распространяют стилизованные вариации свастики, которым приписываются созданные в недавнее время названия мифология. В русском неонацизме и славянском неоязычестве популярен коловрат — восьмилучевая свастика, позиционируемая как главный древнеславянский или «арийский» («славяно-арийский») символ, связанный с солнцем. Инлиистский символ, представляющий собой свастику красного цвета на белом фоне, носит название «фаш (пламень)» и описывается как «…символ защитного обережного духовного огня». Аналогичный инлиистский символ, но имеющий концы, загнутые влево, именуется «Агни». По мнению специалистов, эти символы практически неотличимы от нацистской свастики. Так, символы, именующиеся «посолонь» и «чароврат» представляют собой свастику, стоящую на ребре в 45 градусов, как и свастика нацистской Германии, но имеющую красный цвет и более короткие концы. «Фаш» и «Агни» позиционируются неоязычниками как «священные символы наших предков», «не имеющие ничего общего с нацизмом и фашизмом», однако они почти неотличимы от нацистской символики. Символы, называемые «колядник» и «ладинец», представляют собой двойную свастику.